# John Moore (baron Moore de Lower Marsh)
Pour les articles homonymes, voir John Moore et Moore.
John Edward Michael Moore, baron Moore de Lower Marsh, (26 novembre 1937 - 20 mai 2019) est un homme politique britannique qui est député de Croydon Central de février 1974 à 1992. Sous Margaret Thatcher il connait une ascension fulgurante dans les rangs du gouvernement et devient membre du Cabinet de 1987 à 1989. Pendant un certain temps, il est considéré comme une étoile montante du Parti conservateur et un candidat potentiel à la direction.
Il est particulièrement connu pour sa «beauté de star de cinéma» et ses origines américaines. L'épouse de Moore est américaine et il a vécu plusieurs années aux États-Unis. Il a apporté des aspects de la culture d'entreprise américaine au gouvernement et aurait parlé avec un léger accent américain. Sa première expérience politique a été en tant qu'organisateur du Parti démocrate dans l'Illinois au début des années 1960.
Cependant, sa position au gouvernement s'est affaiblie après 1987, lorsqu'il est nommé responsable des portefeuilles très sensibles de la santé et de la sécurité sociale. Son succès antérieur a été en tant que facilitateur du programme de privatisation du gouvernement Thatcher. À ce titre, il est devenu connu sous le nom de «M. Privatisation». Lorsque Moore tente d'étendre ce concept à la gestion du Service national de santé et à la fourniture plus large de services sociaux, il s'est heurté à l'opposition de tous les côtés. Après avoir perdu sa crédibilité, il est rétrogradé en 1988 (par la perte du portefeuille de la santé), puis renvoyé de son poste au cabinet en 1989.
Il quitte la Chambre des communes en 1992, devient pair à vie et occupe par la suite plusieurs postes d'administrateur et de présidence d'entreprise.

## Jeunesse
Moore est né à Kentish Town, Londres. Son père est un ouvrier d'usine. Il fréquente la Licensed Victuallers 'School à Slough, une école indépendante soutenue par l'organisme professionnel de son père. Après avoir quitté l'école, Moore effectue deux ans de service national de 1955 à 1957. Il sert avec le Royal Sussex Regiment et passe quelque temps en Corée.
Il s'inscrit à la London School of Economics en 1958 et suit un cursus de trois ans. Il est président de l'Union des étudiants de la LSE. Pendant ce temps, il rencontré sa camarade Sheila Tillotson et l'accompagne dans sa ville natale de Chicago après que les deux aient terminé leurs études. Ici, le couple s'est marié et Moore trouve du travail en tant qu'analyste financier dans une banque d'investissement de Chicago. Il devient agent de change et obtient un poste de direction au bureau de Chicago de la maison de courtage Dean Witter.
Pendant son séjour à Chicago, Moore devient un activiste du Parti démocrate et sert de « capitaine de quartier ». À ce titre, il acquiert une expérience de la campagne politique américaine qu'il a ensuite appliquée au Royaume-Uni. Il aurait été très impressionné par le président John F. Kennedy et l'a adopté comme modèle.
Moore retourne au Royaume-Uni en 1968 et prend un poste à Londres en tant que président de Dean Witter (International). Les Moores s'installent dans la banlieue de Wimbledon où sont nés leurs trois enfants (une fille et deux fils). Moore s'investit localement avec les conservateurs et est élu conseiller dans le Borough londonien de Merton en 1971. Il a d'abord donné l'impression d'être un conservateur libéral. Par exemple, il s'est opposé au retrait du lait scolaire gratuit des enfants de l'arrondissement, qui résultait de la politique de Margaret Thatcher, alors secrétaire d'État à l'Éducation.
En octobre 1973, il est désigné comme candidat conservateur pour la circonscription de Croydon central. À cette époque, il est décrit comme «un banquier d'investissement et agent de change, âgé de 36 ans» .

## Début de carrière politique
Croydon Central est une nouvelle circonscription, et très marginalement conservatrice. Moore remporte le siège aux élections générales de février 1974 par une majorité de 1 300 voix sur les travaillistes. Sa majorité est réduite à 150 voix lors des élections d'octobre 1974. Cependant, il renforce sa position dans la circonscription et aux élections de 1987, il obtient une majorité de plus de 10 000 voix . Son épouse, Sheila, est secrétaire de circonscription, rédactrice de discours et conseillère politique. Elle combine ses fonctions à cet égard avec des études en droit et en tant que magistrat local .
Margaret Thatcher nomme Moore comme l'un des cinq vice-présidents du Parti conservateur en mars 1975, peu de temps après qu'elle est devenue leader du Parti conservateur. Il est chargé de la «jeunesse». Il occupe ce poste jusqu'au retour au pouvoir des conservateurs en 1979, date à laquelle il est nommé sous-secrétaire d'État parlementaire à l'énergie. À ce titre, il s'occupe de l'industrie charbonnière britannique nationalisée.
Après les élections générales de 1983, Moore est nommé secrétaire économique au Trésor sous le chancelier Nigel Lawson. Au Trésor, Moore est chargé de la politique gouvernementale en matière de privatisation. Plus particulièrement, il supervise la privatisation de British Telecom en 1984 et celle de plusieurs autres grands services publics fournissant du gaz, de l'électricité et de l'eau et il est devenu connu sous le nom de "Mr Privatisation".

## Membre du cabinet
Moore rejoint le cabinet de Mme Thatcher en 1986 en tant que Secrétaire d'État aux Transports. Son mandat est bref, mais a coïncidé avec l'achèvement de développements majeurs tels que l'Autoroute britannique M25 autour de Londres et la privatisation de British Airways. Le chavirage du car-ferry Herald of Free Enterprise à l'extérieur du port de Zeebruges le 6 mars 1987 donne à Moore une visibilité médiatique considérable. Ces événements ont contribué à rehausser encore plus le profil de Moore et il joue un rôle de premier plan dans la campagne électorale de 1987.
Désormais, on parlait largement de Moore en tant que futur premier ministre. Le commentateur Brian Walden écrit "... il a "futur chef conservateur" écrit partout sur lui" . Après les élections de 1987, il est nommé secrétaire d'État à la santé et aux services sociaux. À ce titre, il est responsable du National Health Service. Il s'agit de portefeuilles extrêmement sensibles qui sont censés être au cœur des initiatives politiques du gouvernement de 1987.
Cependant, la nomination a suscité quelques doutes au début. Julian Critchley décrit la carrière antérieure de Moore au gouvernement comme «le scénario avait été écrit pour lui, et il n'avait qu'à apprendre ses lignes» . D'autres commentateurs ont noté que son expérience antérieure avait consisté à mettre en œuvre une politique plutôt qu'à créer une politique.
Une fois établi dans son nouveau poste, Moore prononce une série de discours sur la politique des services sociaux. Ces discours semblaient indiquer une évolution vers un système de santé basé sur l'assurance privée, similaire au modèle américain. Parmi les propositions spécifiques figurent le fait de rendre les cotisations d'assurance maladie privée déductibles des impôts et de permettre que les taux de salaire des infirmières soient établis par négociation locale plutôt que par négociation centrale. Moore rencontre l'opposition de divers groupes d'intérêt, y compris le Collège royal des médecins. De nombreux parlementaires d'arrière-ban conservateurs avaient des doutes sur ce qui était proposé. Lors d'une visite aux États-Unis en octobre 1987, il prononce un discours devant la Mont Pelerin Society dans lequel il semble suggérer qu'il a été le principal moteur de la privatisation au Royaume-Uni. Cela déplait à ses collègues ministres et à d'autres hauts responsables du Parti .
En novembre 1987, Moore est frappé d'une pneumonie bactérienne. Il a d'abord essayé d'ignorer la maladie et assiste à une réunion du cabinet. Au cours de la réunion, il devient inconscient. Il est ensuite admis à l'hôpital Parkside de Wimbledon. Le fait qu'il s'agisse d'une clinique privée appartenant à une société de soins de santé allemande (facturant aux patients jusqu'à 2000 £ par jour) provoque une polémique. Le dirigeant syndical Rodney Bickerstaffe déclare: "Comment un secrétaire des services sociaux peut-il prétendre se soucier du Service national de santé alors qu'il ne confie même pas ses propres soins de santé à un hôpital du NHS?" .

## Fin de carrière politique
Après deux mois d'absence pour cause de maladie, Moore reprend ses fonctions. Mais à présent, ses perspectives politiques sont bien réduites. Le Département de la santé et de la sécurité sociale est scindé en deux ministères distincts, Kenneth Clarke devenant secrétaire d'État à la Santé le 25 juillet 1988. Moore est resté au Cabinet en tant que secrétaire d'État à la Sécurité sociale pendant une année supplémentaire. Cependant, sa crédibilité est encore entamée par les discours dans lesquels il semble suggérer que la pauvreté a été abolie dans la Grande-Bretagne moderne. Sa tentative de cibler l'aide de l'État sur les familles les plus pauvres tout en gelant les allocations familiales provoque une rébellion majeure des députés d'arrière-ban conservateurs.
Moore est limogé du cabinet en juillet 1989. La plupart des commentateurs de l'époque le considéraient comme un homme politique faible qui a été promu au-delà de ses capacités.
Il ne se représente pas lors des élections générales de 1992. Après avoir quitté le gouvernement, Moore occupe un certain nombre de mandats d'administrateur, notamment au Credit Suisse Asset Management et chez Rolls Royce . En 2010, il prend sa retraite en tant que président du Monitor Group.
Après avoir quitté les Communes en 1992, Moore est devenu pair à vie avec le titre de baron Moore de Lower Marsh, de Lower Marsh dans le London Borough of Lambeth.